# Кенедугу (провинция)
Кенедугу (фр. Kénédougou) — одна из 45 провинций Буркина-Фасо. Находится в регионе Верхние Бассейны, столица провинции — Ородара. Площадь Кенедугу (провинция) — 8137 км².
Население по состоянию на 2006 год — 283 463 человек.

## Административное деление
Кенедугу (провинция) подразделяется на 13 департаментов.